# T-SQUARE
T-SQUARE（ティー・スクェア）は、日本のインストゥルメンタルバンド。
1988年までTHE SQUARE（ザ・スクェア）名義で活動。通称スクェア。
一般的にはジャズ・フュージョンのスタイルとして認知され、メディアでもそのように取り扱われているが、当人らは自身を「ポップ・インストゥルメンタル・バンド」と称している。サックスやウィンドシンセを前面に出した音楽が特徴。
T-SQUARE Music Entertainment Inc.所属。

## 歴史
1976年11月、当時明治大学の学生だった安藤正容（安藤まさひろ）によって結成。
大学生ビッグバンド界で名を馳せていた伊東毅（伊東たけし）らが加入。1978年アルバム『Lucky Summer Lady』を発表し本格的に活動を開始。既存のジャズ・ミュージシャンやスタジオ・ミュージシャンで構成されていた黎明期のフュージョン界に、メンバー全員が全くの新人として登場した。

### バンド名の由来
安藤は、NHK BS2・2008年11月8日放送「T-SQUARE 30周年コンサート・野音であそぶ」で、安藤と初代メンバーのドラマーである原田俊一（原田俊太郎）が地下鉄でバンド名を考えている時に、「『マジソンスクエアバッグ』があるし、4人だし、SQUAREでいいんじゃない。」と発想したと語っている。

### ザ・スクェア時代
1978年デビュー後数年はメンバーチェンジを繰り返しつつも、後にスクェアの代名詞となるウインドシンセサイザーの導入、ボーカリストを迎えボーカル曲の制作、タモリや松任谷由実とのコラボレーションなど独自の路線を展開。そんな中で1980年に田中豊雪、1982年に和泉宏隆、長谷部徹が加入。アルバムを出すたびに行われたメンバーチェンジが1982年発表のアルバム『脚線美の誘惑』より固定された。また和泉の加入によってバンドの方向性が固まり、1984年にはこのメンバーによるアルバム『ADVENTURES』を発表し、ヒットを記録した。このアルバム収録の「ALL ABOUT YOU」、「TRAVELERS」の2曲がサントリーホワイトのCMソングとなり、伊東が「リリコン奏者」としてCMに出演。スクェアや伊東の知名度を一気に押し上げ、カシオペアと並び当時のフュージョンブームの旗手となり、日本を代表するフュージョン・バンドに成長。現在まで毎年欠かさず行っているライブツアーを開始したのもこの頃である。1985年の「STARS AND THE MOON CONCERT」では日本武道館における単独公演も行っている。メンバー固定後、大きく躍進を遂げたスクェアであったが、1985年に長谷部が、1986年に田中が脱退。その後に長らくスクェアのリズムセクションを務めることになる則竹裕之、須藤満が加入。新しい体制となって制作された1987年のアルバム『TRUTH』のタイトル曲「TRUTH」がF1グランプリのテーマ曲に使われ、F1ブームと共に大ヒットを記録。その後も演奏され続けるスクェアの代表曲となった。

### T-SQUAREへ改名
1987年12月、アメリカのフュージョンバンド・ヒロシマのライブのオープニング・アクトを務めることとなり、渡米。この時の演奏がエピック・レコードのプロデューサーの耳に留まり、翌1988年にアルバム『TRUTH』を全米で発売、そして初の全米ツアーを実現させることとなった。この時、アメリカですでに似た名前のバンド「SQUARES」があったため、かの地ではバンド名を「T-SQUARE」とし、1989年より日本でもこのバンド名に改名して活動するようになった。「T」の字に赤い四角というT-SQUAREの現在のロゴは米エピックのデザイナーによって全米デビュー時に制作されたもので、これも同時に日本で使われることとなった。また、この頃から伊東はそれまで使用していたリリコンからAKAIのEWIに変更した。改名後も活発に活動を続ける中、1990年末に安藤とともにデビュー以来の主要メンバーであった伊東がLAでのソロ活動に専念するため突然の脱退。かねてからソロアルバムではフィリップ・セスを始めとしたLAのミュージシャンと共演、また全米進出前後からソロでの海外ライブ出演が多くなっていたこともあり、そうした伊東のLA志向が脱退を後押しした形となった。伊東のCM出演によってバンドがブレイクした経緯もあって、スクェアの顔であり続けていた伊東の脱退は大きな衝撃となった。伊東の後任には、1990年に行われたスペシャル・ライブにてホーン・セクションとして参加していた本田雅人が加入。本田は前年のツアーにホーン・セクションで参加しており、それがオーディション代わりだったとのこと。初のフロントマンの交代ということもあり、翌1991年の2月にはこれを記念した「FAREWELL & WELCOME LIVE」が行われた。

### 本田雅人の加入
こうした事態はあったものの、本田の加入により音楽的にもルックス的にもイメージを一新し、人気は持続。「ハイパー・サックスプレイヤー」という触れ込みでアルバム『NEW-S』で鮮烈なデビューを飾った本田は、伊東とは対照的なスタイルながらも、スクェアの音楽性にテクニカルな要素をもたらし、かつそれまでのスクェアの楽曲にも新しい風を吹き込むことに成功した。特に『NEW-S』収録の「MEGALITH」は本田の音楽性とテクニックを大きく知らしめた楽曲で、現在でも本田の代表曲とされる。
また、この時期はホールツアーやライブハウスツアーに加えて日比谷野外音楽堂におけるスペシャルライブ「野音であそぶ」の開催、タイアップに伴うシングル発売、海外レコーディングや、海外ミュージシャンや名門オーケストラをゲストに招いての企画盤の制作が毎年のように行われており、1980年代のようなセールス的な盛り上がりはないものの非常にクリエイティブで充実した活動が行われていた時期でもあった。1994年には韓国でコンサートを実施。当時韓国政府により、日本の芸能文化の上演が厳しく規制された中、韓国政府の公認を得ての日本人コンサートの上演を行う。以後現在まで韓国ではコンスタントに公演を行っている。
本田の在籍期間7年の中でメンバーチェンジは一度もなく、その間7枚のオリジナルアルバムを発表、スクェアの歴史の中で2番目に長く続いた体制となった。1998年にフロントを7年間務めた本田、そして16年の長きに渡ってバンドサウンドの中核を担った和泉の2人が同時に退団。3人目のフロントマンとして宮崎隆睦、16年ぶりの新キーボーディストとして難波正司を迎えた。この時も伊東脱退時と同じく「FAREWELL & WELCOME LIVE」が開催されている。

### 宮崎隆睦の加入 - ユニット化へ
新メンバーである難波がプロデュースも担当したアルバム『GRAVITY』を発表。恒例の全国ツアー後に、デビュー20周年記念の「野音であそぶ」を日比谷野音で行う。このライブはこれまでスクェアに在籍した新旧総勢15人が一堂に会しそれぞれの時代のスクェアを再現する内容で、特に伊東、本田、宮崎の歴代フロントマン3人がスクェアのライブで揃い踏みしたのは初めてであった。その後、1998年の10月に難波が加入1年と経たず退団。4人体制となったため、1998年末公演からはサポートキーボーディストとして松本圭司を加え活動。1999年、アルバム『Sweet & Gentle』を制作後、松本を正式メンバーに迎える。1999年から今まで発表された楽曲の中から安藤が自ら選曲とリミックスを行う企画ベストアルバム『Wordless Anthology』シリーズのリリースを開始。この企画は楽曲のストックなどの理由でのブランクがありながら継続中。2000年、再び5人体制となって制作されたセルフタイトルアルバム『T-SQUARE』は松本の音楽性が色濃く出た作品で、打ち込みやループ、サンプリング、ターンテーブリズムなどが今までになく大胆に用いられた。
新たなスタートを切ったその矢先、ライブツアー後の2000年8月に突然のバンド形態解消が発表される。リーダー・安藤以外のメンバー4人（則竹、須藤、宮崎、松本）が退団し、伊東が10年ぶりに復帰。これによりT-SQUAREは安藤と伊東のユニットという形となった。これは『T-SQUARE』制作時の安藤の脱退宣言に端を発するもので、安藤はこの時点では他のギタリストを新たに迎えて活動を続けていくことを望んでいたものの、リーダーの退団宣言に他メンバーも退団を示唆したため、話し合いの結果バンド形態の解消が決定した。同時期に安藤は伊東との久々の共演となる企画アルバムの制作を控えており、そこで事務所・レコード会社はこの作品をT-SQUAREのアルバムとして発表することを提案。安藤と伊東も了承し、このとき制作された楽曲が後にユニット化初のアルバム『FRIENDSHIP』となる。バンドとしてのT-SQUAREは8月20日の中央アルプスジャズフェスティバルへの出演が最後の活動となった。

### ユニット時代
2人となったT-SQUAREはプロジェクト毎に国内外からさまざまなミュージシャンを迎えてアルバム制作、ライブ活動を行う。
その手始めとして行われたのがユニット化直後の神戸チキンジョージの20周年記念公演で、各パートの最も在籍期間の長い5人である安藤、伊東、和泉、則竹、須藤を集め、二夜限りで旧バンド名「THE SQUARE」を復活。このメンバーで1990年以来10年ぶりにライブを行った。この公演は『MOMENT -Memorial Live at CHICKEN GEORGE-』として2001年にCD化された。
『FRIENDSHIP』から『New Road, Old Way』までの3作は海外レコーディングを行い、海外の名セッション・ミュージシャンが多く参加している。この間エイブラハム・ラボリエル、ネーザン・イースト、ヴィニー・カリウタ、トニーニョ・オルタ、ドン・グルーシン、ジム・ケルトナー、チャック・レイニーらと共演。ライブではサポートとして則竹がバンド時代から引き続きドラムを担当。キーボードにはこれまでにも多数のアーティストのサポートを務めていた河野啓三が定着。ベースは固定されず、須藤、村上聖、池田達也、コモブチキイチロウなど、年度や会場によりさまざまな奏者が務めた。
2001年にはサイドプロジェクトとして、元ガンズ・アンド・ローゼズのドラマーであるマット・ソーラム、元オジー・オズボーン・バンドのベーシストであるフィル・スーザン、数々の映画音楽など手がけ、キーボーディストでもあるヴィンス・ディコラ、そして安藤とも親交が深いギタリスト、ダグ・ボッシらをメンバーに迎え、ハードロック・サウンドを追求したT-SQUARE plusを結成。「TRUTH」が再びフジテレビのF1中継テーマソングに起用され、新バージョンとなる「TRUTH 21c」を制作、セルフカバーアルバム『TRUTH 21century』を発表した。ライブにおいては「JAPAN version」として北島健二、Penny-K、河辺健宏、坂本竜太、石川俊介、山田達也、本間大嗣らがサポートに入った。
こうした流れの中、デビュー25周年の2003年にはアルバム『TRUTH』発表時のメンバーであり、各パートの最長在籍メンバーでもある安藤・伊東・和泉・則竹・須藤の5人が2000年以来3年ぶりに集結し、「帰還限定」と銘打っての再結成を果たした。それに伴いバンド名を再び「THE SQUARE」とし、サポートの河野啓三を加えた6人で1年間活動。その期間中、このメンバーでは『NATURAL』以来13年ぶりに制作されたアルバム『Spirits』の発表、ライブツアー、韓国公演、クロスオーヴァー・ジャパンへの出演、宮崎、田中ら旧メンバーやブラスセクションをゲストに招いた25周年記念公演「野音であそぶ」、T-SQUAREと同じく日本のフュージョンを支えたバンドカシオペアとの初のジョイントライブ「CASIOPEA vs THE SQUARE」、そのカシオペアのメンバーやT-SQUAREの旧メンバーが参加したセルフカバーアルバム『T comes back』発表など、非常に充実した活動を行った。
2004年はユニットとしての活動を再開。アルバム『GROOVE GLOBE』はライブでのサポートメンバーである則竹、河野、そして前年の年末の公演から参加していた森岡克司を加えての編成で制作。サポートながら河野作曲の楽曲も収録されている。この年のライブツアーに弱冠20歳の若手ドラマー坂東慧がゲストで参加。同時にこのツアーをもって則竹のサポートが終了となり、サポート時代を含め18年ぶりのドラマー交代となった。

### バンド形態の復活
2004年の年末にバンド形態の復活が発表され、河野と坂東の2人が正式加入した。森岡は翌年のバンド形態復活後初のアルバム『PASSION FLOWER』のレコーディングにはサポートメンバーとして名を連ねたが、その後のライブには参加せず、ベーシストを除いた4人体制でバンド再スタートとなった。バンド復活以降のサポートベーシストには森岡に代わり田中晋吾が参加。田中は後述の2008年の活動を除いてほぼ全てのレコーディングやライブに参加しており、実質的な第5のメンバーとして活動を共にしており、2025年には正式メンバーとして加入した（後述）。後述する河野の脱退まで一度もメンバーチェンジはなく、その間17枚のオリジナルアルバムと4枚の企画アルバムを発表、本田在籍期間の体制（安藤・和泉・則竹・須藤・本田）を抜きスクェア史上最も長く続いた体制となった。
デビュー30周年を迎えた2008年には当時のメンバー4人に和泉、田中、則竹、須藤、宮崎の旧メンバー5人を加えた総勢9人の「T-SQUARE SUPER BAND」を結成。アルバム『Wonderful Days』を発表するとともに、このメンバーでのライブツアーを行った。さらに9月には20周年時と同じく新旧のメンバーが集結、総勢15人での「野音であそぶ」が催された。本田雅人の参加がなかったため、10年ぶりのT-SQUAREのライブにおける歴代フロントマンの共演はならなかったものの、1998年開催時は出演しなかった初代ベーシスト中村裕二が参加。ようやくデビュー時オリジナルメンバー7人の再結成が実現、節目の30周年を飾った。続く2013年のデビュー35周年時も現メンバー4人に仙波、田中、則竹、須藤、宮崎の旧メンバー5人にサポートメンバーの田中晋吾を加えた総勢10人の「T-SQUARE SUPER BAND」を30周年時と同様に結成し、アルバム『Smile』を発表している。10月13日東京・10月15日大阪でデビュー35周年記念公演を開催。
2014年、安藤の大学時代の友人でデビュー前からバンドのマネジメントとプロデュースを務めてきた青木幹夫がソニー・ミュージック・アーティスツを定年退職したことを期に、青木の設立した新事務所「T-SQUARE Music Entertainment」に移籍。それに伴い所属レーベルも事務所傘下のOrange Ladyへ移籍、翌2015年の41枚目のアルバム『Paradise』が新レーベルの作品第1弾となった。このアルバムでは全9曲のうち5曲を坂東が手がけ、以降メインコンポーザーとなっていく。
2015年、企画盤・ライブ盤を含む現在まで発売されたアルバムほぼ全てがDSD/FLACの各フォーマットでのハイレゾ配信が順次開始された。マスタリングはロンドンのメトロポリス・マスタリングでマゼン・ミュラードが手掛けた。
この時期から旧メンバーのみでの活動も活発になっていく。毎年恒例となっている神戸チキンジョージでの年末コンサートでは2014年公演最終日（12月26日）に「THE SQUARE」として25周年時と同じメンバー（安藤・伊東・和泉・則竹・須藤、サポート：河野）がコンサートを行った。2015年5月20日発売の企画アルバム『Dolphin Through』では同じメンバーによる「THE SQUARE」名義の新曲「A Wondrous Story」（和泉作曲）を発表、それを記念した5月26日の豊洲PITでのライブでは「一夜限りのFANTASTIC SQUARE LIVE」と銘打たれ当時の在籍メンバー（安藤・伊東・河野・坂東、サポート：田中晋吾）と旧メンバー（安藤・伊東・和泉・則竹・須藤、サポート：河野）の共演コンサートが開催された。そして同年末の神戸チキンジョージでの年末コンサートでは12月26日の前年と同じメンバーによる公演に加えて、12月27日に『脚線美の誘惑』から『R・E・S・O・R・T』発表当時のメンバー（安藤・伊東・和泉・田中・長谷部、サポート：河野）が約30年ぶりに単独ライブを行った。2016年8月には安藤・伊東・和泉・田中・長谷部が「THE SQUARE」として単独ライブをMotion Blue YOKOHAMAで行った。そして同年末には安藤・伊東・和泉・田中・長谷部・則竹・須藤が「THE SQUARE」としてカウントダウンコンサートを日本橋三井ホールで行った。
2017年より旧メンバーでの「THE SQUARE Reunion」の活動が開始され、1982-1985年のメンバー（安藤・伊東・和泉・田中・長谷部）による「"THE LEGEND"」と、1987-1990年のメンバー（安藤・伊東・和泉・則竹・須藤）による「"FANTASTIC HISTORY"」でそれぞれライブ活動を行っている。翌2018年11月には当時の在籍メンバーに仙波、久米、和泉、田中、長谷部、則竹、須藤、宮崎の8人を迎えた「T-SQUARE & THE SQUARE Reunion」名義で、デビュー40周年記念作で45枚目のオリジナルアルバム『It's a Wonderful Life!』を発表、これを記念したコンサートを奈良県橿原文化会館で開催。
2017年のライブツアーを受けて44枚目のオリジナルアルバムのトロンボーン参加メンバーのオーディションを告知。
2017年12月に日本橋三井ホール、2018年3月18日に長野市芸術館、9月14日に那須塩原市黒磯文化会館、12月に前年と同じ会場でT-SQUAREとTHE SQUARE Reunionが共演コンサートを開催。
2018年8月にデビュー40周年記念公演をパシフィコ横浜で開催。歴代メンバー以外にも、この年のツアーに参加していた湯浅佳代子や、山崎千裕、足立区立西新井中学校吹奏楽部、などのゲストも参加。
2018年と2024年も韓国で行われる「CHILPO JAZZ FESTIVAL」に出演している。

### 河野啓三・安藤正容の脱退
2019年2月、河野が脳出血で入院加療とリハビリを余儀なくされた。ロサンゼルスで行われたアルバムのレコーディングには河野の代役としてフィリップ・セスが参加、同年の3月から4月に開催されたライブには関しては、白井アキトや佐藤雄大がサポートとしてキーボードを担当した。また、同年11月にはセスを招いて「T-SQUARE featuring Philippe Saisse」としてツアーを開催した。
河野は2019年末公演で復帰。翌2020年のアルバムにも参加したが、同年8月27日に「自身の体調とリハビリに集中することを優先するため、T-SQUAREを離れ、自分のペースで音楽活動をしたい」という本人の意向を受け、企画アルバム『Crème de la Crème』をもって正式メンバーから退くことを公式サイトで発表。だが、河野は今後も音楽活動を続けていく意向で所属事務所も同じ。
2021年2月1日、安藤が4月21日リリースのアルバム『FLY! FLY! FLY!』参加およびライブツアー終了をもってバンドから脱退する意向を表明した。同時に安藤脱退後は伊東と坂東のユニットとサポートメンバーによる「T-SQUARE alpha」として活動していくことが発表された。
4月26日にはT-SQUAREサウンドの礎を築き、アルバム『TRUTH』などを創った黄金期の元メンバー和泉宏隆が死去。安藤退団を受け7月28日発売で企画が進められていた新旧メンバーの選曲による6枚組のSACD-BOXセット『Crème de la Crème～Édition spéciale～（クレム・デュ・ラ・クレム〜エディシオン スペシアル）特別篇＠THE SQUARE～T-SQUARE "1978～2021"作品集』には、和泉が最後に参加した4月4日の「THE SQUARE Reunion」ライブ映像を収録したブルーレイディスクが追加されることになった。
7月29日大阪・8月7日東京で「安藤正容 Farewell Tour T-SQUARE Music Festival」を開催。河野やTHE SQUARE Reunion（安藤正容、伊東たけし、則竹裕之、須藤満、サポート：河野啓三、佐藤雄大、久米大作）、センバシックス（仙波清彦、是方博邦、久米大作、高橋香織、渡辺等、濱田遼太朗）も参加した。また、アンコールでは白井アキトも飛び入りで参加した。和泉も出演する予定だったが開催前に死去したため、哀悼の意を込めてTHE SQUARE Reunionのステージはセットリストが全て和泉の曲のみで構成され、さらに「宝島」では生前に録音されていた和泉のソロピアノバージョンから始まりバンド演奏につながる演出がなされた。

### T-SQUARE alpha
2021年10月23日・24日に、新体制になって初のライブがBlue Note TOKYOで開催された。サポートギタリストにはYUMA HARAが起用された。同年のライブツアーでの札幌公演が中止になった後の12月6日は「SAPPORO CITY JAZZ 2021 THEATER JAZZ LIVE」に出演。毎年恒例となっている神戸チキンジョージ公演と日本橋三井ホール公演には河野の前任キーボーディストの松本圭司が2000年以来21年ぶりに参加した。そして翌2022年5月18日にはT-SQUARE alphaとしては第1弾となるアルバム『WISH』が発売。2代目フロントマンの本田雅人が約20年ぶりに参加となったほか、エリック・ミヤシロや中川英二郎、是方博邦、渡辺香津美といった国内トップミュージシャンが多数参加している。そして年末の神戸チキンジョージと日本橋三井ホールの公演は「T-SQUARE YEAR-END SPECIAL 2022“WELCOME BACK! 本田雅人”」と題して本田が2000年のゲスト出演以来22年ぶりにT-SQUAREのステージに復帰、12月31日の公演では3代目フロントマンの宮崎隆睦もシークレットゲストで登場し、1998年の20周年公演以来24年ぶりに歴代フロントマンが揃い踏みとなった。また、12月23日の公演に外園一馬が初出演し、以降2024年末までのほとんどのライブでサポートギタリストとして出演。
デビュー45周年である2023年は伊東・坂東に本田も加えた「T-SQUARE alpha X」として活動。
50枚目のオリジナルアルバム『VENTO DE FELICIDADE 〜しあわせの風〜』を発表、これを記念したBlue Note TOKYO公演には歴代フロントマンが日替わりで登場、2日目である6月18日の公演では宮崎もアンコールのみ飛び入りで参加。デビュー45周年記念公演を東京国際フォーラムで開催。歴代メンバーに加えて足立区立西新井中学校吹奏楽部、渡辺香津美、鳥山雄司、本田雅人B.B.Stationが出演。
2023年10月-11月に中国で行われたJZフェスティバルには「T-SQUARE China project」として出演。メンバーは伊東、安藤、安部潤、田中晋吾、川口千里が参加。
2023年末の神戸チキンジョージの公演はLiquid Stellaの杉村謙心が初出演。後述する2024年の「JAZZ-FUSION SUMMIT」にもサポートギタリストとして出演。
THE SQUARE Reunionの活動は和泉の死去により終了とされていたが、一周忌となる2022年4月に「HIROTAKA IZUMI Memorial -THE SQUARE Reunion-」がBillboard Live OSAKAとBlue Note TOKYOで開催。メンバーはTHE SQUARE Reunion（安藤正容、伊東たけし、則竹裕之、須藤満）とこれまでサポートとして携わってきた河野啓三に加えて、現在スクェアでサポートを務める佐藤雄大と白井アキトが参加。その後も則竹の還暦を記念したBlues Alley Japan公演や横浜Hey-JOE再開記念の11月9日公演にTHE SQUARE Reunion名義で出演している。
メモリアルライブ開催と同時期に和泉のソロピアノライブ映像とTHE SQUARE Reunionでのライブ映像などをまとめた『IN MEMORIAM 和泉宏隆 / Piano Solo & THE SQUARE Reunion Special Collection -永久保存版-』が発売。2023年4月にBlue Note Tokyoで「T-SQUARE plays Music of HIROTAKA IZUMI」、2024年4月に前年と同じ会場で「MEMORIES of HIROTAKA IZUMI T-SQUARE Family plays the great works of Hirotaka Izumi」、5月名古屋・6月大阪で「MEMORIES of HIROTAKA IZUMI T-SQUARE plays the great works of Hirotaka Izumi」も開催。2025年には前年のBlue Note Tokyo公演の映像をまとめた『MEMORIES of HIROTAKA IZUMI』を公式YouTubeチャンネル内の企画「T-SQUARE LIVE ARCHIVE」の特別版として期間限定公開。
2023年以降、Blue Note Tokyoの提供で開催されるスペシャル・イベント「JAZZ-FUSION SUMMIT」に出演している。
2024年末公演は伊東と本田の共演に伴って特徴を「Double Sax T-SQUARE」としている。神戸チキンジョージ公演は外園に代わって後述する新メンバーオーディションファイナリストの亀山修哉が代役として出演。サポートで出演していた白井アキトや松本圭司の要望で、同じくファイナリストの長谷川雄一が神戸チキンジョージ公演2日目と3日目、東京日本橋三井ホール公演両日のアンコールに飛び入り出演。また、神戸チキンジョージ公演3日目のアンコールでは、亀山が当時所属していたP-SQUAREのフロントマンである曽根田怜央が飛び入り出演。

### 新生T-SQUARE
2023年、新メンバーオーディションが告知された。そして2024年8月に新メンバーオーディションファイナルライブを丸の内COTTON CLUBで開催、現役大学生の亀山修哉（Guitar）と長谷川雄一（Keyboards）がファイナリストに選出された。また11月1日再開の横浜Hey-JOEを記念した8日公演に同じメンバーで「新生T-SQUARE結成前夜バンド」名義で出演。2025年3月のすみだトリフォニーホールの公演は「CLASSICS&HARMONY」と題してT-SQUAREと新日本フィルハーモニー交響楽団が1993年以来32年ぶりに共演。
そして2025年4月に、新メンバーオーディションでファイナリストに選出された亀山と長谷川、そして長年サポートベーシストを務めてきた田中晋吾を正式メンバーに迎え、新生T-SQUAREとして活動を開始することが発表された。6月4日には新生T-SQUAREとしては第1弾となる通算51枚目のアルバム『TURN THE PAGE!』が発売。
新メンバーの後は新スタッフ募集を告知。

## メンバーの変遷
括弧付はサポートメンバー。
| 年              | アルバム                                    | サックス   | ギター            | キーボード                  | ベース       | ドラムス     | パーカッション |
| --------------- | ------------------------------------------- | ---------- | ----------------- | --------------------------- | ------------ | ------------ | -------------- |
| 1976年          |                                             |            | 安藤正容          | 袴塚淳                      | 中村裕二     | 原田俊一     |                |
| 1977年          |                                             | 伊東たけし | 安藤正容 御厨裕二 | 袴塚淳                      | 中村裕二     | マイケル河合 |                |
| 1978年          | Lucky Summer Lady Midnight Lover            | 伊東たけし | 安藤正容 御厨裕二 | 宮城純子 （鷺巣詩郎）       | 中村裕二     | マイケル河合 | 仙波清彦       |
| 1979年          | Make Me A Star                              | 伊東たけし | 安藤正容          | 宮城純子                    | 中村裕二     | マイケル河合 | 仙波清彦       |
| 1979年 - 1980年 | Rockoon                                     | 伊東たけし | 安藤正容          | 久米大作                    | 中村裕二     | 青山純       | 仙波清彦       |
| 1981年          | MAGIC                                       | 伊東たけし | 安藤正容          | 久米大作                    | 田中豊雪     | 清水永二     |                |
| 1982年 - 1985年 | 脚線美の誘惑 ↓ R・E・S・O・R・T             | 伊東たけし | 安藤正容          | 和泉宏隆                    | 田中豊雪     | 長谷部徹     |                |
| 1985年 - 1986年 | S・P・O・R・T・S                            | 伊東たけし | 安藤正容          | 和泉宏隆                    | 田中豊雪     | 則竹裕之     |                |
| 1986年 - 1990年 | TRUTH ↓ NATURAL                             | 伊東たけし | 安藤正容          | 和泉宏隆                    | 須藤満       | 則竹裕之     |                |
| 1991年 - 1998年 | NEW-S ↓ BLUE IN RED                         | 本田雅人   | 安藤正容          | 和泉宏隆                    | 須藤満       | 則竹裕之     |                |
| 1998年          | GRAVITY                                     | 宮崎隆睦   | 安藤正容          | 難波正司                    | 須藤満       | 則竹裕之     |                |
| 1998年 - 1999年 | Sweet & Gentle                              | 宮崎隆睦   | 安藤正容          | （松本圭司）                | 須藤満       | 則竹裕之     |                |
| 1999年 - 2000年 | T-SQUARE                                    | 宮崎隆睦   | 安藤正容          | 松本圭司                    | 須藤満       | 則竹裕之     |                |
| 2000年 - 2004年 | FRIENDSHIP ↓ GROOVE GLOBE                   | 伊東たけし | 安藤正容          | （河野啓三）                | （）         | （則竹裕之） | （）           |
| 2005年 - 2020年 | PASSION FLOWER ↓ AI Factory                 | 伊東たけし | 安藤正容          | 河野啓三                    | （田中晋吾） | 坂東慧       | （）           |
| 2021年          | FLY! FLY! FLY!                              | 伊東たけし | 安藤正容          | （白井アキト） （佐藤雄大） | （田中晋吾） | 坂東慧       |                |
| 2022年 - 2024年 | WISH ↓ VENTO DE FELICIDADE 〜しあわせの風〜 | 伊東たけし | （）              | （）                        | （田中晋吾） | 坂東慧       |                |
| 2025年 -        | TURN THE PAGE! ↓                            | 伊東たけし | 亀山修哉          | 長谷川雄一                  | 田中晋吾     | 坂東慧       |                |

## タイアップ曲および他のアーティストにカヴァーされた曲

### TV番組・ラジオ番組のテーマ曲
※収録アルバムの発表順。放送期間の一部に使用されたものも含む。ただし、フレーズの一部を含む場合は一部割愛している。
- SHOW DANCE（関西テレビ『クイズDEデート』・テレビ東京『藤原弘達のグリーン放談』テーマ曲）
- TEXAS KID（JFN『ワンポイントフィットネス』テーマ曲）
- TOMORROWS AFFAIR（TBS系列ドラマ『突然の明日』テーマ曲、後にオーケストラヴァージョンがフジテレビ系列ドラマ『じゃじゃ馬ならし』テーマ曲として採用）
- CHASE（ラジオたんぱ第2『ニュースTODAY』テーマ曲）
- ハワイへ行きたい（FM東京系列『ソニーデジタルサウンド』テーマ曲）
- CHANGE YOUR MIND（日本テレビ系列『NNNきょうの出来事 Sports&News』ヘッドラインBGM）
- 君はハリケーン（KBS京都『KEIBAワンダーランド』の今日の結果BGM）
- ALL ABOUT YOU（TBSテレビ『夕やけロンちゃん』オープニングテーマ曲、RNCラジオ『さわやかラジオ おはようハイタッチ!』テーマ曲）
- いとしのうなじ（フジテレビ系列『ザ!地球どんぶり』テーマ曲・Kiss-FM KOBE『4 SEASONS』CM曲）
- MAYBE I'M WRONG（TBS系列『音楽の旅はるかII』エンディングテーマ曲）
- OVERNIGHT SENSATION（TBS系列『音楽の旅はるかII』オープニングテーマ曲）
- OMENS OF LOVE（TBSラジオ『JRN土曜・日曜ニュースプラザ』テーマ曲、bayfm『JRA MUSIC TURF』テーマ曲、テレビ岩手『テレビ岩手ニュースアイ』テーマ曲、テレビ宮崎『サンデーみやざき』テーマ曲、テレビ神奈川『TVグラフィックおしゃべりトマト』テーマ曲、富山テレビ『110万人の広場 クイズフォーカスイン!』テーマ曲、フジテレビ系列ドラマ ボクたちのドラマシリーズ『放課後』挿入曲[注釈 65]、奈良テレビ放送『KEIBAワンダーランド』[注釈 66]、KBS京都『うまDOKI』オープニング曲[注釈 67]、JFN系列・エフエム大阪『サタ☆スポ』テーマ曲、サンテレビジョン『NOW スキーING '89』オープニングテーマ曲）
- MERYLU （サンテレビジョン『NOW スキーING '89』エンディングテーマ曲）
- PRIME（テレビ埼玉『ライオンズアワー』かつて試合後のハイライトBGMに長期間使用[注釈 68]）
- OVERHEAD KICK（日本テレビ系列『うるとら7:00』オープニングテーマ曲、千葉テレビ放送『ボートレース江戸川』テーマ曲）
- CELEBRATION（CBCラジオ・『CBCニュース5』オープニングテーマ曲〈1980年代終盤 - 1990年代中盤に使用〉、静岡放送『くんちゃんの何でもナイト』オープニングテーマ曲、火曜会制作「全国縦断!イキイキCALL」op/edテーマ曲）
- TRUTH（フジテレビ系列『F1グランプリ』テーマ曲）
- TWILIGHT IN UPPER WEST （テレビ宮崎『UMKスーパータイム』エンディングテーマ、新潟テレビ21『ウェザーブレイク』、またオーケストラヴァージョンがフジテレビ系ボクたちのドラマシリーズ『幕末高校生』テーマ曲に使われた）
- DANS SA CHANBRE（フジテレビ系列『タイム3』オープニングテーマ曲、テレビ東京系列『ビジネスマンNEWS』BGM、テレビ宮崎主催のライブイベント『UMK PHOENIX JAZZ INN〈現：UMK PHOENIX JAM NIGHT〉'88』開催告知CM）
- GO FOR IT（青森放送『あおもりTODAY』オープニング曲、KBS京都ラジオ『青春ベジタブル』オープニング曲、OHK『フラッシュトゥデー』テーマ曲）
- MORNING STAR（北海道テレビ『HTBシニアクラシックオープンゴルフ』中継テーマ曲）
- YOUR CHRISTMAS（サガテレビ『デイリーフラッシュ』テーマ曲）
- BIG CITY (北海道文化放送『'91uhb競馬中継』きょうの成績挿入曲）
- ARCADIA（テレビ大阪『1989年度FIM2輪ロードレース世界選手権』テーマ曲）
- CONTROL（青森放送『RABヘッドラインニュース』BGM、RKB毎日放送『風水害・あなたを守る情報ラジオ』テーマ曲、北海道文化放送『'90uhb競馬中継』きょうの成績挿入曲）
- DAISY FIELD（毎日放送『毎日新聞テレビ夕刊』テーマ曲、山梨放送『山日YBSワイドニュースプラス1』テーマ曲、火曜会制作『歌謡曲ナイター』テーマ曲、サンテレビジョン『サンテレビフレッシュガイド』テーマ曲）
- WIND SONG（宮崎放送ラジオ『サンデーラジオ大学』テーマ曲）
- MIDNIGHT CIRCLE（テレビ熊本『坂田信弘のゴルフ理論』テーマ曲）
- CHASER（フジテレビ系列『ツール・ド・フランス』中継、『THE WEEK』テーマ曲）
- FACES（フジテレビ系列『F1グランプリ』中継挿入曲：アイルトン・セナのテーマ曲）
- RISE（フジテレビ系列JOCバルセロナオリンピック イメージ曲、広島テレビ『ヨネックスオープン広島ゴルフトーナメント』オープニング曲）
- AMARANTH（北海道文化放送『'92uhb競馬中継』きょうの成績挿入曲）
- 明日への扉（フジテレビ系列『F1グランプリ』中継挿入曲：アラン・プロストのテーマ曲）
- HIGH TIME（テレビ東京系列『ザ・スターボウリング』オープニングテーマ曲、テレビ朝日系『新・やじうまワイド』芸能コーナー内BGM、GAORA『都市対抗野球大会中継』テーマ曲）
- COPACABANA（TBSラジオ『岩男潤子のプクプクペンギンパーク』エンディングテーマ曲、BAYFM『BAY SIDE FREEWAY』エンディングテーマ曲）
- 夏の蜃気楼（鹿児島読売テレビ『KYTニュースプラス1』テーマ曲）
- SENTIMENTAL REASON（青森放送『交通取締情報』、『RAB降雪凍結情報』BGM）
- HEAVEN KNOWS（オーケストラヴァージョン、フジテレビ系列ドラマ『ヘルプ!』テーマ曲）
- TRIUMPH（フジテレビ系列『スーパー競馬』スタジオテーマ曲、北海道文化放送『ドラマチック競馬』1998年スタジオテーマ曲、TBSラジオ『荒川強啓 デイ・キャッチ!』内・JRN系列『ネットワークTODAY』の中にあるスポーツコーナー、「ジョージア “ほっと”インフォメーション」テーマ曲、日本テレビ系列『ズームイン!!朝!』プロ野球いれコミ情報のBGM、FBS福岡放送『めんたいワイド』オープニング曲）
- SUNNYSIDE CRUISE（ラジオ大阪『OBC イブニング6』テーマ曲）
- SPLASH!（テレビ高知『KUTVニュース』テーマ曲、ニッポン放送、STVラジオ、TBCラジオ、東海ラジオ、ABCラジオ、RCCラジオ、KBCラジオ『キリン一番搾りプレゼンツICHIBANプレーヤー!』BGM）
- PRIME TIME（NHK『Jリーグ中継』テーマ曲）
- PIOGGIA DI CAPRI（RFラジオ日本『長野祐也の政界キーパーソンに聞く』オープニングテーマ曲）
- VICTORY（テレビ朝日系列『ワイド!スクランブル』テーマ曲、ラジオ『元気はつらつ歌謡曲』テーマ曲、青森放送『いっちゃおう甲子園』BGM）
- anchor's shuffle（STVラジオ『ウイークエンドバラエティ日高晤郎ショー』ビデオグラフィティー コーナーテーマ曲）
- SAMURAI METROPOLIS（テレビ信州『お天気最終版』BGM）
- Away From Home（『中央競馬ハイライト』スタジオオープニング）※2009年6月14日まで
- Japanese Soul Brothers（TOKYO MXを除いた関東地方の独立テレビ局『中央競馬ワイド中継』スタジオオープニング）※GI開催日のみ
- SCRAMBRING（テレビ朝日系列『スーパーJチャンネル』テーマ曲、青森放送『ウィークリートピックス』オープニング曲）
- FRIENDSHIP（日本テレビ系列『スポーツうるぐす』エンディングテーマ曲、フジテレビ系列『ごきげんよう』エンディングテーマ曲）
- DOWN TO MEMPHIS（快適生活ラジオショッピングBGM[注釈 69]）
- EUROSTAR 〜run into the light〜（日本テレビ系列『NNNきょうの出来事』エンディングテーマ曲）
- Let Your Love Flow（FM FUJI『FM FUJI Traffic & Weather Information』BGM）
- Islet Beauty（TBSラジオ系『TOYOTA presents feel the mind〜最上の出会い〜』オープニングテーマ曲）
- Cheer Up!（テレビ朝日系『サンデースクランブル』オープニングテーマ曲）
- Morning Delight（LuckyFM茨城放送『Morningナビ!!』オープニングテーマ曲、ニッポン放送『徳光和夫 とくモリ!歌謡サタデー』朝刊ウォッチングBGM）

### CMソング
- MAKE ME A STAR（ソニートリニトロン）
- I'M WALKMAN（ソニーウォークマン）
- CHANGE YOUR MIND（日立マクセルXLカセット）
- ALL ABOUT YOU（サントリーホワイト） - 伊東たけしがCMに出演。
- TRAVELERS（同上） - 『ALL ABOUT YOU』が使われたCM同様、伊東がCMに出演。
- GRAND PRIX (デサントスポーツスキー用品 1987)
- TRUTH（ホンダ - Honda Green Machineキャンペーン）
- BECAUSE（富士通テン-Biyo）
- GO FOR IT（トヨタ・セラ）
- BIG CITY（パナソニックカーオーディオG-1V7300）
- ARCADIA（ミリオンカード、テレビ東京「ワールドサッカー'91」）
- FACES（昭和シェル石油）
- MAYBE TOMORROW（東洋エクステリア - エクシオール）
- ONCE IN A LIFETIME（サークルK - 冷麺キャンペーン）
- Islet Beauty（日本マクドナルド「プレミアムローストアイスコーヒー」 - 伊東たけしを中心にメンバー全員が出演[注釈 70]）

### 映画のテーマ曲
- CLIMAX（映画『グランツーリスモ』日本語吹替版テーマ曲[108]）

### ゲームのテーマ曲
- KNIGHT'S SONG（SCEI『GRAN TURISMO』テーマ曲「MOON OVER THE CASTLE」のT-SQUAREヴァージョン）
- Arc The Lad（シリーズを通して安藤まさひろが音楽を担当し、オリジナル・サウンド・トラックにはT-SQUAREのメンバーも多く参加している）

### パチスロ
- CHASER（JPS『ホークIII』BIGボーナス中音楽）

### スポーツ
- Moon Over The Castle（コンサドーレ札幌ホームゲーム入場曲。演奏者：ANDY'S、1997年 - ）[109]

### 他のアーティストにカヴァーされた曲
- IT'S MAGIC（ヴォーカルナンバーで作詞はリンダ・ヘンリック。THE SQUARE版のボーカルはキャサリーンであったが、マリーンが1983年にシングルでカヴァーを発表した。その後の2005年には、「Crossover Japan'05」でT-SQUAREのスペシャルゲストとして登場し、この曲を歌った。また、2007年には『Jazz'n Out』を発表し本田雅人B.B.Stationとコラボレーションして、初めてビッグバンドのアレンジで歌い直し、2009年には『マリーン sings 熱帯JAZZ』を発表し熱帯JAZZ楽団と共演によるビッグバンドのアレンジで歌い直している。また、2011年に発表したマリーン自身のアルバム『INITIAL』では安藤のプロデュースでT-SQUAREの歴代メンバーが多数参加して新録音している）
- 黄昏で見えない（松任谷由実が作曲・提供した曲で1983年にリリースされたアルバム『うち水にRainbow』に収録。松任谷自身が歌詞をのせ、「幻の魚たち」というタイトルで小林麻美がカヴァーしている）
- OMENS OF LOVE（1985年リリースのアルバム『R・E・S・O・R・T』収録。松本隆が歌詞をつけ、「ウィンク・キラー」というタイトルで小泉今日子と野村宏伸がカヴァー。2人の歌詞は同一ではない。）

## ディスコグラフィ

### オリジナル・アルバム
| タイトル                               | 発売年月日 | 品番          | 備考                                  |
| -------------------------------------- | ---------- | ------------- | ------------------------------------- |
| Lucky Summer Lady                      | 1978.09.21 | VRCL-2001     | 「THE SQUARE」名義                    |
| Midnight Lover                         | 1978.12.21 | VRCL-2002     | 「THE SQUARE」名義                    |
| Make Me A Star                         | 1979.06.21 | VRCL-2003     | 「THE SQUARE」名義                    |
| Rockoon                                | 1980.04.01 | VRCL-2004     | 「THE SQUARE」名義                    |
| MAGIC                                  | 1981.11.01 | VRCL-2005     | 「THE SQUARE」名義                    |
| 脚線美の誘惑                           | 1982.11.21 | VRCL-2006     | 「THE SQUARE」名義                    |
| うち水にRainbow                        | 1983.05.21 | VRCL-2007     | 「THE SQUARE」名義                    |
| ADVENTURES                             | 1984.04.01 | VRCL-2010     | 「THE SQUARE」名義                    |
| Stars and the Moon                     | 1984.12.01 | VRCL-2013     | 「THE SQUARE」名義                    |
| R・E・S・O・R・T                       | 1985.04.01 | VRCL-2014     | 「THE SQUARE」名義                    |
| S・P・O・R・T・S                       | 1986.03.05 | VRCL-2017     | 「THE SQUARE」名義                    |
| TRUTH                                  | 1987.04.01 | VRCL-2055     | 「THE SQUARE」名義                    |
| YES,NO.                                | 1988.02.26 | VRCL-2021     | 「THE SQUARE」名義                    |
| WAVE                                   | 1989.03.21 | VRCL-2024     | 「T-SQUARE」名義                      |
| NATURAL                                | 1990.04.21 | VRCL-2026     | 「T-SQUARE」名義                      |
| NEW-S                                  | 1991.03.21 | VRCL-2030     | 「T-SQUARE」名義                      |
| IMPRESSIVE                             | 1992.04.22 | VRCL-2034     | 「T-SQUARE」名義                      |
| HUMAN                                  | 1993.04.21 | VRCL-2037     | 「T-SQUARE」名義                      |
| 夏の惑星                               | 1994.04.21 | VRCL-2039     | 「T-SQUARE」名義                      |
| Welcome to the Rose Garden             | 1995.05.21 | VRCL-2042     | 「T-SQUARE」名義                      |
| B.C. A.D. (Before Christ＆Anno Domini) | 1996.04.21 | VRCL-2044     | 「T-SQUARE」名義                      |
| BLUE IN RED                            | 1997.05.21 | VRCL-2046     | 「T-SQUARE」名義                      |
| GRAVITY                                | 1998.05.30 | VRCL-2047     | 「T-SQUARE」名義                      |
| Sweet & Gentle                         | 1999.05.21 | VRCL-2051     | 「T-SQUARE」名義                      |
| T-SQUARE                               | 2000.04.01 | VRCL-2052     | 「T-SQUARE」名義                      |
| FRIENDSHIP                             | 2000.10.18 | VRCL-3333     | 「T-SQUARE」名義                      |
| BRASIL                                 | 2001.05.23 | VRCL-3337     | 「T-SQUARE」名義                      |
| New Road, Old Way                      | 2002.04.24 | VRCL-3339     | 「T-SQUARE」名義                      |
| Spirits                                | 2003.04.23 | VRCL-3343     | 「THE SQUARE」名義                    |
| GROOVE GLOBE                           | 2004.04.21 | VRCL-10002    | 「T-SQUARE」名義                      |
| PASSION FLOWER                         | 2005.04.20 | VRCL-10004    | 「T-SQUARE」名義                      |
| BLOOD MUSIC                            | 2006.04.19 | VRCL-10007    | 「T-SQUARE」名義                      |
| 33                                     | 2007.04.18 | VRCL-10008    | 「T-SQUARE」名義                      |
| Wonderful Days                         | 2008.05.21 | VRCL-10011    | 「T-SQUARE SUPER BAND」名義           |
| DISCOVERIES                            | 2009.05.27 | VRCL-10014    | 「T-SQUARE」名義                      |
| 時間旅行                               | 2010.05.26 | VRCL-10101    | 「T-SQUARE」名義                      |
| Nine Stories                           | 2011.04.27 | VRCL-10103    | 「T-SQUARE」名義                      |
| Wings                                  | 2012.05.23 | VRCL-10107    | 「T-SQUARE」名義                      |
| Smile                                  | 2013.04.24 | VRCL-10109    | 「T-SQUARE SUPER BAND」名義           |
| NEXT                                   | 2014.06.01 | VRCL-10117    | 「T-SQUARE」名義                      |
| Paradise                               | 2015.07.08 | OLCH-10001/2  | 「T-SQUARE」名義                      |
| TREASURE HUNTER                        | 2016.04.27 | OLCH-10003/4  | 「T-SQUARE」名義                      |
| REBIRTH                                | 2017.04.26 | OLCH-10007/8  | 「T-SQUARE」名義                      |
| CITY COASTER                           | 2018.04.25 | OLCH-10010/1  | 「T-SQUARE」名義                      |
| It's a Wonderful Life!                 | 2018.11.14 | OLCH-10013/4  | 「T-SQUARE & THE SQUARE Reunion」名義 |
| HORIZON                                | 2019.04.24 | OLCH-10015/6  | 「T-SQUARE」名義                      |
| AI Factory                             | 2020.06.10 | OLCH-10017/8  | 「T-SQUARE」名義                      |
| FLY! FLY! FLY!                         | 2021.04.21 | OLCH-10022/3  | 「T-SQUARE」名義                      |
| WISH                                   | 2022.05.18 | OLCH-10024/5  | 「T-SQUARE」名義                      |
| VENTO DE FELICIDADE 〜しあわせの風〜   | 2023.05.31 | OLCH-10028/30 | 「T-SQUARE」名義                      |
| TURN THE PAGE!                         | 2025.06.04 | OLCH-10031/32 | 「T-SQUARE」名義                      |

1. 記述品番はヴィレッジ・ミュージックより発売されている現行盤。
2. 『Lucky Summer Lady』 から『S・P・O・R・T・S』は1990年～1996年にソニー・ミュージック「CD選書」シリーズで廉価再発。
3. 結成25周年を迎えた2001年から2002年にかけ、『Lucky Summer Lady』から『T-SQUARE』をDSDマスタリング(VILLAGE DSD MASTERING SERIES)で再発。現行盤はこのシリーズ。
4. 過去作品は初回盤のみ紙ジャケットやSACDで発売された。現在は通常仕様盤のみ発売。
5. デビュー35周年を迎えた2013年には『虹曲 〜T-SQUARE plays T & THE SQUARE SPECIAL〜』までの企画盤含む全オリジナルアルバムをメトロポリス・スタジオでリマスタリングして『T-SQUARE 35th Anniversary THE BOX 2013』に収録して発売[注釈 71]。Apple Musicをはじめとする音楽ストリーミングサービスでも同リマスター音源を配信。
6. 2015年からはハイレゾ音源も配信が開始された[注釈 72]。

### コラボレーション・アルバム
| タイトル             | 発売年月日 | 品番      | 備考 |
| -------------------- | ---------- | --------- | --- |
| COLOR PALETTE        | 1987.06.21 | 32DH-690  | THE SQUARE AND FRIENDS名義。ジェリー・ヘイ、ラリー・ウィリアムス、フィリップ・セス、CINDY、笹路正徳、青山純が参加。初盤はLP、カセットも同時発売された。 1996年4月1日CD選書シリーズ（SRCL-3526）再発。 |
| F-1 GRAND PRIX WORLD | 1992.02.21 | VRCL-2033 | 「T-SQUARE and FRIENDS」名義的（未表記）。F1イメージアルバム。「TRUTH [with '91 Suzuka Grand Prix F-1 Sound ver.]」収録。 リマスター版が2001年に発売。                                                |
| SOLITUDE             | 1994.10.01 | VRCL-2040 | T-SQUARE and FRIENDS名義。アイルトン・セナ追悼アルバム。 リマスター盤が2001年に発売。 |

### シングル
| タイトル               | 発売年月日 | 品番      | 備考                   |
| ---------------------- | ---------- | --------- | ---------------------- |
| MAKE ME A STAR         | 1979.06.21 | 06SP-334  | 洋盤扱い               |
| TOMORROW'S AFFAIR      | 1980.01.21 | 06SP-452  | 洋盤扱い               |
| I'M WALKMAN            | 1980.04.01 | 06SP-496  | 洋盤扱い               |
| IT'S MAGIC             | 1981.10.21 | 07SH-1087 |                        |
| TRAVELERS              | 1984.04.01 | 07SH-1479 |                        |
| OVERNIGHT SENSATION    | 1984.11.21 | 12AH-1814 | 12インチ・シングル     |
| PRIME                  | 1985.04.01 | 12AH-1840 | 12インチ・シングル     |
| OMENS OF LOVE          | 1985.06.21 | 12AH-1835 | 12インチ・シングル     |
| DROP GOAL              | 1986.03.05 | 12AH-1998 | 12インチ・シングル     |
| TRUTH                  | 1991.10.10 | SRDL-3397 |                        |
| CHASER                 | 1992.06.21 | SRDL-3479 |                        |
| FACES                  | 1992.06.21 | SRDL-3504 |                        |
| RISE                   | 1992.07.22 | SRDL-3510 |                        |
| 明日への扉             | 1993.06.21 | SRDL-3667 |                        |
| TWILIGHT IN UPPER WEST | 1994.01.21 | SRDL-3786 | オーケストラアレンジ版 |
| VICTORY                | 1996.06.01 | SRDL-4211 |                        |
| TRUTH 21c              | 2001.05.09 | VRCL-3336 | T-SQUARE plus名義      |
| TRUTH RESONANCE-T Mix  | 2003.04.23 | VRCL-3344 |                        |

### 企画アルバム

#### ライブ・アルバム
| タイトル                                            | 発売年月日 | 品番        | 備考                                                                                |
| --------------------------------------------------- | ---------- | ----------- | ----------------------------------------------------------------------------------- |
| THE SQUARE LIVE                                     | 1985.08.21 | VRCL-2015   | 1994年11月2日CD選書シリーズ（SRCL-3079）で再発。 リマスター盤が2007年に発売。       |
| T-SQUARE LIVE featuring F-1 GRAND PRIX THEME        | 1990.10.01 | VRCL-2028   | 2001年に再発売。                                                                    |
| T-SQUARE LIVE FAREWELL & WELCOME                    | 1991.07.25 | VRCL-2031   | リマスター盤が2007年に発売。                                                        |
| MOMENT -Memorial Live at Chicken George-            | 2001.01.24 | VRCL-3334/5 | THE SQUARE名義                                                                      |
| CASIOPEA VS THE SQUARE LIVE                         | 2004.09.23 | VRCL-10003  | DVD『帰還完了報告』Disc3と同一内容。 2009年、ソニーミュージックダイレクトより再発。 |
| “T-SQUARE YEAR-END SPECIAL 2021”@日本橋三井ホール   | 2023.01.18 |             | 配信限定                                                                            |
| T-SQUARE HALL CONCERT TOUR 2022「WISH」@なんばHatch | 2023.03.01 |             | 配信限定                                                                            |

#### リアレンジ／セルフカバー・アルバム
| タイトル                                       | 発売年月日 | 品番          | 備考 |
| ---------------------------------------------- | ---------- | ------------- | --- |
| NATURAL 〜U.S. Version〜                       | 1990.08.21 | VRCL-2027     | 全米リリース用に異なるミックスを施した「NATURAL」スペシャルアルバム。 リマスター盤が2007年に発売。                                                                  |
| Refreshest                                     | 1991.12.01 | VRCL-2032     | リアレンジアルバム T-SQUARE and FRIENDS名義。 リマスター盤が2001年に発売。                                                                                          |
| CLASSICS                                       | 1992.11.01 | VRCL-2035     | オーケストラアレンジアルバム Royal Philharmonic Orchestra Plays T-SQUARE名義。 リマスター盤が2006年に発売。                                                         |
| HARMONY                                        | 1993.08.21 | VRCL-2038     | オーケストラアレンジアルバム T-SQUARE & ROYAL PHILHARMONIC ORCHESTRA名義。 リマスター盤が2006年に発売。                                                             |
| TAKARAJIMA                                     | 1995.02.01 | VRCL-2041     | オーケストラアレンジアルバム T-SQUARE with MUNCHEN SYMPHONY ORCHESTRA and CITY OF LONDON WIND ENSEMBLE名義。 リマスター盤が2006年に発売。                           |
| Miss You In New York                           | 1995.09.21 | VRCL-2043     | リアレンジアルバム T-SQUARE and FRIENDS名義。 リマスター盤が2007年に発売。                                                                                          |
| TRUTH 21century                                | 2001.09.19 | VRCL-3338     | リアレンジアルバム T-SQUARE plus名義 |
| Vocal2                                         | 2002.08.21 | VRCL-3340     | ボーカルアレンジアルバム T-SQUARE and FRIENDS名義 |
| T comes back                                   | 2003.09.18 | VRCL-10001    | リアレンジアルバム T-SQUARE and FRIENDS名義 |
| 宝曲 〜T-SQUARE plays THE SQUARE〜             | 2010.10.27 | VRCL-10102    | 3年連続リリースセルフカバーアルバム |
| 夢曲 〜T-SQUARE plays THE SQUARE〜             | 2011.10.26 | VRCL-10104    | 3年連続リリースセルフカバーアルバム |
| 虹曲 〜T-SQUARE plays T & THE SQUARE SPECIAL〜 | 2012.11.14 | VRCL-10108    | 3年連続リリースセルフカバーアルバム |
| History                                        | 2013.12.04 | VRCL-10112/3  | リアレンジアルバム T-SQUARE plus名義 |
| Crème de la Crème                              | 2020.10.28 | OLCH-10019/21 | CD2枚+DVD1枚。CD1➡セルフカバー9曲、CD2➡河野啓三WORKSと題し、河野作品9曲。DVD➡ドラム坂東慧が企画、監督、撮影、編集を担った「河野レコーディングドキュメント」を収録。 |

#### ベスト・アルバム
| タイトル                     | 発売年月日 | 品番       | 備考 |
| ---------------------------- | ---------- | ---------- | --- |
| LIGHT UP                     | 1983.06.01 | 20AH-1531  | 全9曲入。LPとカセットのみ。未CD化。安藤まさひろ作曲のみで構成。新曲「Too Young to Love」が初収録。                                                                                                   |
| THE BEST OF THE SQUARE       | 1983.11.12 | 35DH-57    | 全11曲入。合計3度発売。左記品番は初盤。1987年6月21日再発 [32DH741]、1995年3月8日CD選書シリーズ [SRCL-3154] 再発。上記『LIGHT UP』収録新曲「Too Young to Love」再選出。初盤のみジャケット写真異なる。 |
| ALL ABOUT US                 | 1984.11.14 | 30DH-163   | 全12曲入。帯にCD発売2周年特別企画と記述あり。CDとカセットで発売。初盤のCDケースが特殊仕様。1996年4月1日CD選書シリーズ [SRCL-3522] 再発。                                                             |
| TREASURE                     | 1988.07.01 | 15EH-8025  | CBS・ソニー設立20周年企画。20周年に因み8cmCD最大収録時間、20分の選曲。「PRIME」「TRAVELLERS」「TAKARAJIMA」「TRUTH」合計4曲収録。1,500円。                                                           |
| F-1 GRAND PRIX               | 1989.10.08 | VRCL-2025  | リマスター盤が2001年に発売。 |
| MEGALITH                     | 1993.01.21 | VRCL-2036  | リマスター盤が2007年に発売。 |
| Wordless Anthology I         | 1999.02.20 | VRCL-2048  | リマスター盤が2006年に発売。 |
| Wordless Anthology II        | 1999.02.20 | VRCL-2049  | リマスター盤が2006年に発売。 |
| Wordless Anthology III       | 1999.02.20 | VRCL-2050  | リマスター盤が2006年に発売。 |
| THE SQUARE SINGLE COLLECTION | 2001.08.22 | VRCL-2053  | シングルコレクション |
| T-SQUARE SINGLE COLLECTION   | 2001.08.22 | VRCL-2054  | シングルコレクション |
| ENERGY                       | 2002.09.19 | VRCL-3031  | |
| Wordless Anthology IV        | 2006.12.06 | VRCL-2056  | |
| Wordless Anthology V         | 2006.12.06 | VRCL-2057  | |
| Dolphin Through              | 2015.05.20 | VRCL-10124 | ラジオ番組風に編集されたベストアルバム。 新曲3曲をボーナス・トラックとして収録。 |

### BOXセット
| タイトル                                                                             | 発売年月日 | 品番          | 備考 |
| ------------------------------------------------------------------------------------ | ---------- | ------------- | --- |
| THE BOX                                                                              | 2008.03.12 | VRCL-3050/93  | デビューアルバムから当時最新作の『33』までと企画盤9枚、デビュー前の1977年のビクターミュージックプラザにおけるライブ音源とテレビ神奈川『Live TOMATO』でのライブ映像を纏めたCD43枚+DVD1枚組BOXセット。DSDマスタリング。完全生産限定盤。 |
| T-SQUARE 35th Anniversary THE BOX MORE                                               | 2013.09.21 | VRCL-30018/32 | 上記『THE BOX』に未収録の2008年以降アルバム8作、ライヴ盤3作（うち1作が2枚組）、『Wordless Anthology』3作の合計15枚を、Blu-spec CD2を採用したBOXセット。全曲メトロポリス・スタジオでリマスター。完全生産限定盤。                       |
| T-SQUARE 35th Anniversary THE BOX 2013                                               | 2013.09.21 | VRCL-30033/87 | デビューアルバムから『虹曲』までの企画盤・ライブ盤を含むアルバムを収録したCD54枚+DVD1枚組BOXセット。Blu-spec CD2採用、全曲メトロポリス・スタジオでリマスター。完全生産限定盤。                                                        |
| Crème de la Crème〜Édition spéciale〜特別篇＠THE SQUARE～T-SQUARE "1978～2021"作品集 | 2021.07.28 | MHCL-10141/7  | 7枚組BOXセット。SACD6枚に安藤（DISC1・2）、和泉、則竹、須藤、坂東作に分け選曲。初CD化音源を含む編集盤。加えて2021年急逝した和泉が最後に参加した「THE SQUARE Reunion」ライブ映像をBDで収録。完全生産限定盤。                           |

## 映像作品
| タイトル | 発売年月日            | 品番                                        |
| --- | --------------------- | ------------------------------------------- |
| CONCERT LIVE "ADVENTURES" | 1984.06.21            | 58LM-16                                     |
| R・E・S・O・R・T | 1985.04.01            | 68LM-43                                     |
| THE SQUARE LIVE | 1985.08.25            | 78LM-62                                     |
| LIVE IN NEW YORK | 1988.03.21            | 38ZH-161/2                                  |
| LIVE AT ROXY | 1989.04.30            | 38ZH-238                                    |
| LIVE NATURAL | 1990.11.21            | SRBL-1213                                   |
| MEGALITH | 1991.09.21            | SRBL-1214                                   |
| CLUB CIRCUIT "HUMAN" | 1993.05.21            | SRLM-345                                    |
| HARMONY | 1994.05.21            | SRLM-399                                    |
| 野音であそぶ T-SQUARE and FRIENDS LIVE IN TOKYO                                                                                             | 1995.10.01            | SRLM-4784                                   |
| FAREWELL & WELCOME LIVE 1998 | 1998.07.18            | SRLM-5634                                   |
| FRIENDSHIP LIVE | 2001.03.07            | SRBL-1215                                   |
| CASIOPEA vs THE SQUARE THE LIVE | 2004.03.17            | GNBL-1001                                   |
| 帰還完了報告 | 2004.06.02            | VRBL-7011/3                                 |
| LIVE "Passion Flower" | 2005.11.23            | VRBL-7014/5                                 |
| VISUAL ANTHOLOGY Vol.I | 2005.12.21            | VRBL-7016/9                                 |
| VISUAL ANTHOLOGY Vol.II | 2005.12.21            | VRBL-7020/3                                 |
| VISUAL ANTHOLOGY Vol.III | 2005.12.21            | VRBL-7024/7                                 |
| T-SQUARE SUPER BAND Concert Tour 2008 Final "Wonderful Days"                                                                                | 2008.09.24 2008.12.24 | VRBL-7028/9[DVD] VRXL-8802[Blu-ray]         |
| THE SQUARE〜T-SQUARE since 1978 30th Anniversary Festival “野音であそぶ”                                                                    | 2009.02.18            | VRBL-7030/1 [DVD] VRXL-8803 [Blu-ray]       |
| T-SQUARE 35th Anniversary "Festival" | 2014.05.07            | VRBL-7032/4 [DVD] VRXL-8804 [Blu-ray]       |
| 一夜限りのFANTASTIC SQUARE LIVE | 2015.08.26            | OLBL-70001/2 [DVD] OLXL-70001 [Blu-ray]     |
| T-SQUARE CONCERT TOUR "TREASURE HUNTER" | 2016.11.09            | OLBL-70003/4 [DVD] OLXL-70003 [Blu-ray]     |
| THE LEGEND "〜31年振りのザ・スクエア@横浜ライブ〜"                                                                                          | 2016.12.06            | OLBL70005/6 [DVD] OLXL-70005 [Blu-ray]      |
| "THE LEGEND" / THE SQUARE Reunion -1982-1985- LIVE @Blue Note TOKYO                                                                         | 2017.12.06            | OLBL70007/8 [DVD] OLXL-70007 [Blu-ray]      |
| "FANTASTIC HISTORY" / THE SQUARE Reunion -1987-1990- LIVE @Blue Note TOKYO                                                                  | 2017.12.06            | OLBL70009/10 [DVD] OLXL-70009 [Blu-ray]     |
| "40th Anniversary Celebration Concert "It's a Wonderful Life!" Complete Edition" T-SQUARE Super Band Special & 足立区立西新井中学校吹奏楽部 | 2018.12.12            | OLBL-70011/3 [DVD] OLXL-70011 [Blu-ray]     |
| T-SQUARE featuring Philippe Saisse 〜 HORIZON Special Tour 〜@BLUE NOTE TOKYO                                                               | 2020.07.08            | OLBL-70014/15 [DVD] OLXL-70014 [Blu-ray]    |
| T-SQUARE 2020 Live Streaming Concert "AI Factory" at ZeppTokyo ディレクターズカット完全版                                                   | 2020.12.23            | OLBL-70016/17 [DVD] OLXL-70016 [Blu-ray]    |
| 【 LIVE ＆ DOCUMENT 】安藤正容 Farewell Tour " T-SQUARE Music Festival @LINE CUBE SHIBUYA" より〜                                           | 2021.12.22            | OLBL-70018/19 [DVD] OLXL-70018 [Blu-ray]    |
| T-SQUARE Concert Tour " FLY! FLY! FLY! " | 2021.12.22            | OLBL-70020 [DVD] OLXL-70020 [Blu-ray]       |
| IN MEMORIAM :和泉宏隆 / THE SQUARE Reunion Special Live Collection -永久保存版-                                                             | 2022.04.13            | OLBL-70022/23 [DVD] OLXL-70022/23 [Blu-ray] |
| WELCOME BACK！本田雅人 | 2023.04.19            | OLBL70024/25 [DVD] OLXL70024/25 [Blu-ray]   |
| T-SQUARE 45th Anniversary Celebration Concert                                                                                               | 2024.04.24            | OLBL70026/28 [DVD] OLXL70026/28 [Blu-ray]   |